# المسند من الدرجة الأولى
في المنطق الرياضي، المسند من الدرجة الأولى هو المسند الذي يأخذ فقط ثوابت فردية أو متغيرات كوسطاء. اقرأ عن المسند من الدرجة الثانية والمسند ذو الترتيب الأعلى.
ولا يصح الخلط بين المسند من الدرجة الأولى وبين المسند ذو المكان الواحد أو الموناد، وهو المسند الذي يأخذ حجة واحدة فقط. على سبيل المثال، فإن تعبير «هو كوكب» هو مسند من مكان واحد، بينما التعبير «أب لـ» هو مسند من مكانين.